# Rhaphidophora koordersii
Rhaphidophora koordersii är en kallaväxtart som beskrevs av Adolf Engler. Rhaphidophora koordersii ingår i släktet Rhaphidophora och familjen kallaväxter. Inga underarter finns listade.